# أتمنى لو كنت هنا
أتمنى لو كنت هنا (بالإنجليزية: Wish I Was Here)‏ هو فيلم كوميدي درامي تم إنتاجه في الولايات المتحدة وصدر في سنة 2014. الفيلم من إخراج زاك براف وكتابة زاك براف. من بطولة زاك براف وجوش غاد وآشلي غرين وكيت هدسون وجوي كينج.

## القصة
آيدان بلوم (زاك براف) هو أب لطفلين يبلغ من العمر 35 عاماً يكافح من أجل أن يكون ممثلاً في لوس أنجلوس بينما تعمل زوجته سارة (كيت هودسون) في وظيفة شاقة في مجال البيانات. من أجل إرسال أبنائهم تاكر (بيرس جاجنون) وغريس (جوي كينج) إلى مدرسة جيدة، يعتمدون على المساعدة من والد أيدان غابي (ماندي باتينكين)، التي أصر على تسجيل الأولاد في مدرسة يهودية أرثوذكسية.
عندما اكشف غابي عن أن سرطانه قد عاد، أخبر آيدان أنه قرر أن يضع باقي أمواله من أجل العلاج الجديد بالخلايا الجذعية، ما يعني أن أحفاده لم يعودوا قادرين على تحمل تكاليف دراستهم. بعد أن رفضت المدرسة تقديم أي مساعدة إلى لأيدان، فتقترح سارة أن يدرس أطفالها في المنزل، وتبدأ مغامرتهم في اكتشاف الذات. ومن خلال تعليمهم عن الحياة بطريقته، يكتشف أيدان بشكلٍ تدريجي بعض الأجزاء التي لم يستطع العثور عليها.

## الميزانية والإيرادات
بلغت تكلفة إنتاج الفيلم حوالي 6 ملايين دولار بينما حقق أرباحا تقدر بـ 4,013,899 دولار.

## وصلات خارجية
- أتمنى لو كنت هنا على موقع IMDb (الإنجليزية)
- أتمنى لو كنت هنا على موقع ميتاكريتيك (الإنجليزية)
- أتمنى لو كنت هنا على موقع روتن توميتوز (الإنجليزية)
- أتمنى لو كنت هنا على موقع نتفليكس (الإنجليزية)
- أتمنى لو كنت هنا على موقع قاعدة بيانات الأفلام العربية
- أتمنى لو كنت هنا على موقع ألو سيني (الفرنسية)
- أتمنى لو كنت هنا على موقع أول موفي (الإنجليزية)
- أتمنى لو كنت هنا على موقع بوكس أوفيس موجو (الإنجليزية)
- أتمنى لو كنت هنا على موقع فيلمافينيتي (الإسبانية)
- أتمنى لو كنت هنا على موقع قاعدة بيانات الأفلام السويدية (السويدية)